# Maja Aleksić
Maja Aleksić (Užice, 6 de junho de 1997 é uma voleibolista sérvia que atua na posição de central. Em 2018 conquistou pela seleção nacional o inédito título do Campeonato Mundial sediado no Japão.